# Antonio Collalto
Antonio Collalto (Venezia, 21 aprile o 22 aprile 1765 – Padova, 16 luglio 1820) è stato un matematico italiano.

## Biografia
Proveniva da una famiglia modesta della quale non si hanno notizie. Secondo il Cicogna non era imparentato con l'omonima famiglia veneta, essendo un ebreo convertitosi al cattolicesimo in giovane età.
In ogni caso, il Collalto poté frequentare il seminario patriarcale di Venezia, gestito dai padri somaschi, ed ebbe una formazione di tipo scientifico grazie al fisico Vincenzo Miotti. Completò gli studi, ma non divenne sacerdote.
Si dedicò particolarmente allo studio della matematica e della fisica.
Nel 1795 ottenne la cattedra di matematica e fisica nelle scuole pubbliche di Venezia.
Nel 1806 divenne professore di introduzione al calcolo sublime e di geodesia nell'Università di Padova - di cui fu rettore tra il 1811 e il 1812 - ma fu esautorato dall'incarico nel 1814, al ritorno degli austriaci, per la sua fama di giacobino.
Dal 1815 fu socio dell'Accademia nazionale delle scienze.

## Opere
- Metodo analitico per conoscere la fallacia di alcune dimostrazioni, 1792.
- Discorso sul metodo di studiare le matematiche, 1793.
- Identità del calcolo differenziale con quello delle serie ovvero il metodo degli infinitamente piccoli di leibnizio spiegato e dimostrato colla teria delle funzioni di Lagrange, 1802.
- Dell'istruzione teorico-pratica degli ingegneri, 1804.
- Geometria analitica a due coordinate, 1806.
- Nuove lezioni di geometria analitica a tre coordinate, 1809.
- Nuovo saggio di poliendrometria analitica, 1810.